# Joëlle Guillais
 (janvier 2017).
Œuvres principales
La Chair de l’autre, le crime passionnel au XIXe siècle (1986)
La Berthe (1988)
Les Champs de la colère (1999)
Joëlle Guillais est une écrivaine française née le 10 août 1952 à Alençon et morte le 19 novembre 2022 à Caen,.

## Biographie
Originaire d'Alençon (Orne), Joëlle Guillais est docteure en histoire de la criminologie[source insuffisante].    
Elle a d'abord œuvré aux côtés de Michelle Perrot, sa directrice de thèse, en publiant La chair de l'autre. Histoire du crime passionnel au XIXe siècle. Elle s'est également intéressée à l'histoire des femmes à travers des récits comme La Berthe, publié en 1988 aux éditions Plon, puis en 1991 chez Pocket : une femme qui s’impose au siècle dernier comme exploitante agricole, éleveuse hors du commun dans un monde rural machiste en Normandie. Mais le métier de paysan et d’éleveur est une affaire d’hommes et personne ne pardonnera à Berthe Perrier d’avoir osé transgresser l’ordre patriarcal et séculaire et d’avoir fait fortune. Très vite, la communauté villageoise ostracise cette rebelle qui, de surcroît, refuse les prétendants, préférant le commandement à la séduction, de crainte de perdre son indépendance. Selon Michelle Perrot, historienne et militante féministe française, qui écrit en 1988 dans Libération, il s'agit « d’un document ethnologique d’une exceptionnelle qualité, en même temps qu’un récit d’une grande intensité »[source insuffisante]. 
Elle publie en 1997 le récit Agnès E, afin de donner de la visibilité aux prisons de femmes à une époque où la vie des détenues ne suscite aucun intérêt[réf. souhaitée].
Installée dans le Perche depuis trente-cinq ans, elle prend cette région comme décor dans plusieurs de ses romans, mettant en scène le monde agricole contemporain pris dans le processus productiviste. À travers des romans très documentés, elle évoque le rôle des syndicats agricoles et les dérives financières de la Politique agricole commune. Elle publie une trilogie : Les Champs de la colère, La Ferme des orages, Barbie rousse sujet tabou, « afin d’en finir avec la lecture nostalgique du rural qui le discrédite au risque de nous rendre autiste à sa diversité et à ses problèmes qui sont les nôtres demain », selon ses propres termes[réf. souhaitée].
En 2008, elle écrit et publie La pesticide, un roman avant-gardiste dystopique[réf. souhaitée] qui met en scène les dangers des pesticides sur la santé des hommes et de l’environnement. Elle sera violemment harcelée par des agriculteurs à la suite de la publication de cet ouvrage.
En 2000, pour son récit La prime aux loups, elle s'inspire de l’histoire rurale du Perche au XVIIIe siècle, et notamment de l’histoire vraie d’un aventurier physiocrate qui créa une ferme modèle dans le Perche en 1769[réf. souhaitée]. Celui-ci obtint des subsides royales pour se rendre en Angleterre, en prenant le risque d’être condamné à mort, afin de ramener en France des moutons, dans le but d’améliorer les rendements et la qualité de la laine.
Elle a rendu hommage à Pierre Bourdieu dans La Teinturerie (2002). Dans ce roman, un sociologue de renom enquête sur les pratiques érotiques suscitées par la création du téléphone rose. On retrouve à travers le personnage les pratiques intellectuelles de Pierre Bourdieu.                                
Joëlle Guillais anime les ateliers d'écriture « Mot A Mot » à Paris et dans le Perche à l’écomusée de Saint-Cyr-la-Rosière. L’un d’entre eux a donné lieu à la publication d’un roman collectif, Les Causeuses, qui rend compte d'une aventure sociale et culturelle avec des femmes.
C’est à partir de cette expérience soutenue par la Drac, à la Voix des femmes que Joëlle Guillais s’engage dans la pratique des ateliers d’écriture, afin de permettre à ceux qui le souhaitent de s’emparer de ce médium, en transmettant des outils littéraires et en créant de nouveaux territoires d’écriture.   
En 2017, elle fonde La Maison de l’écriture, afin de créer et structurer de nouveaux espaces littéraires qui s’inscrivent dans une dimension créative expérimentale.
Elle publie en collaboration avec Laurence Verdier, un recueil de nouvelles : 23 mecs comme ça, vingt-trois tragi-comédies qui rendent comptent des relations hommes/femmes dans la société contemporaine.
En 2019, elle publie Matins de fer, un roman inspiré d’un fait divers tragique, la mort de trois jeunes tziganes issues de la cité La Castellane sur l’autoroute A7,.
Elle participe en tant que portraitiste à la revue Pays du Perche, après avoir écrit, en 2012, plusieurs chroniques pour Le HuffPost.
Elle chaperonne le concours photo « Life Framer » depuis son lancement en 2013, dont elle coécrit et supervise les différents thèmes[réf. souhaitée].
Elle décède au centre hospitalier universitaire de Caen le 19 novembre 2022 dans lequel elle était hospitalisée à la suite d'un accident vasculaire cérébral .

## Publications
- Les grisettes ou l’imaginaire amoureux au 19e siècle, in Femmes et solitudes, textes rassemblés par Arlette Farge, Montalba, 1985.
- La Chair de l'autre : le crime passionnel au XIXe siècle, Paris, O. Orban, 1986, 346 p. (ISBN 2-85565-315-0)
- La Berthe : récit, Paris, Plon, 1988, Pocket, 1991, 1988, 313 p. (ISBN 2-85565-438-6)
- Agnès E. et Joëlle Guillais, Agnès E., Paris, Plon, 1997, 212 p. (ISBN 2-259-18215-1)
- La ferme des orages, Paris, Laffont, 1999, Pocket, 2000, 1998, 214 p. (ISBN 2-7441-2074-X), Adapté pour la télévision par Pierre Kassovitz et diffusé sur France 3 : Orages.
- Les Champs de la colère : roman, Paris, Éditions Robert Laffont, 1999, 234 p. (ISBN 2-221-08662-7)
- La Prime aux loups, Paris, Éditions Belfond, 2000, 268 p. (ISBN 2-7144-3795-8)
- La Teinturerie, Paris, Jean-Paul Rocher - Le Reflet, 2002, 125 p. (ISBN 978-2912162212)
- Barbie Rousse, sujet tabou, Trouville-sur-Mer, Le Reflet, 2003, 208 p. (ISBN 2-912162-29-7)
- Les chemins des mots, Paris, Atelier Mot à Mot, Médiathèque de Flers, 2004
- Les causeuses d'Hérouville, Paris, Mémoires et culture, 2005
- Mauvaises nouvelles littéraires, Paris, Atelier Mot à mot, 2006, 89 p. (BNF 40964101)
- La Pesticide, Paris, Jean-Paul Rocher, 2008
- 23 Mecs comme ça, Editions Synapses, 2017
- Matins de fer, Paris, Editions Balland, 2019